# Marek Solarczyk
Marek Stanisław Solarczyk (ur. 13 kwietnia 1967 w Wołominie) – polski duchowny rzymskokatolicki, doktor nauk teologicznych, biskup pomocniczy warszawsko-praski w latach 2011–2021, biskup diecezjalny radomski od 2021.

## Życiorys
Urodził się 13 kwietnia 1967 w Wołominie w rodzinie Henryka i Marianny z domu Kruk. W latach 1981–1986 kształcił się w Technikum Samochodowym im. Czesława Orłowskiego w Warszawie, które ukończył ze świadectwem dojrzałości i tytułem technika mechanika o specjalności pojazdy samochodowe. W latach 1986–1992 odbył studia w Wyższym Metropolitalnym Seminarium Duchownym w Warszawie. Pod koniec studiów, w związku z reorganizacją podziału administracyjnego Kościoła katolickiego w Polsce, został inkardynowany do diecezji warszawsko-praskiej. Magisterium uzyskał na Papieskim Wydziale Teologicznym w Warszawie. 4 maja 1991 został wyświęcony na diakona, natomiast 28 maja 1992 w katedrze św. Floriana w Warszawie biskup diecezjalny warszawsko-praski Kazimierz Romaniuk udzielił mu święceń prezbiteratu. W 1999 na podstawie dysertacji Udział duchownych katolickich w pracach Sejmu Rzeczypospolitej Polskiej pierwszej kadencji w latach 1922–1927 uzyskał na Papieskim Wydziale Teologicznym w Warszawie doktorat z nauk teologicznych w zakresie historii Kościoła.
W latach 1992–1993 pracował jako wikariusz w parafii św. Feliksa z Kantalicjo w Warszawie, a w latach 1993–2003 w parafii katedralnej św. Michała Archanioła i św. Floriana Męczennika w Warszawie. Przez kolejne dwa lata był w tej parafii rezydentem, a w 2009 został mianowany jej proboszczem. Od 1993 do 2021 pracował jako katecheta w Liceum i Gimnazjum im. Króla Władysława IV w Warszawie. W latach 1993–1996 był rzecznikiem prasowym kurii biskupiej i korespondentem Katolickiej Agencji Informacyjnej. W 1996 objął funkcję ceremoniarza katedralnego. W trakcie I synodu diecezjalnego był przewodniczącym komisji liturgicznej. W strukturach diecezjalnych został przewodniczącym zespołu ds. duszpasterstwa ogólnego, a także wszedł w skład komisji ds. sztuki i budownictwa kościelnego oraz komisji ds. studiów. Otrzymał również zadanie zorganizowania Diecezjalnego Archiwum Akt Starych. W 2007 objął funkcję wiceprzewodniczącego Komisji Historycznej Metropolii Warszawskiej do zbadania zasobów archiwalnych Instytutu Pamięci Narodowej dotyczących osób duchownych. W 2006 otrzymał godność kanonika honorowego Kapituły Katedralnej Warszawsko-Praskiej.
Został wykładowcą historii Kościoła w Wyższym Seminarium Duchownym Diecezji Warszawsko-Praskiej i w Prymasowskim Instytucie Życia Wewnętrznego. W latach 2005–2009 sprawował urząd wicerektora Wyższego Seminarium Duchownego Diecezji Warszawsko-Praskiej. Współpracował z Wyższą Szkołą Humanistyczną w Pułtusku, Wydziałem Dziennikarstwa i Nauk Politycznych oraz Ośrodkiem Studiów Wschodnich na Uniwersytecie Warszawskim, a także Archiwum Miasta Stołecznego Warszawy i Komisją Badania Zbrodni przeciwko Narodowi Polskiemu. W 1999 został członkiem Warszawskiego Towarzystwa Teologicznego.
8 października 2011 papież Benedykt XVI mianował go biskupem pomocniczym diecezji warszawsko-praskiej ze stolicą tytularną Hólaru. Święcenia biskupie otrzymał 19 listopada 2011 w katedrze św. Michała Archanioła i św. Floriana Męczennika w Warszawie. Konsekracji dokonał arcybiskup Henryk Hoser, biskup diecezjalny warszawsko-praski, w asyście swoich poprzedników: Sławoja Leszka Głódzia, arcybiskupa metropolity gdańskiego, i Kazimierza Romaniuka, biskupa seniora warszawsko-praskiego. Jako dewizę biskupią przyjął słowa „Omnia possibilia credenti” (Wszystko jest możliwe dla tego, kto wierzy). W 2011 objął urząd wikariusza generalnego diecezji. W latach 2011–2021 był prepozytem kapituły katedralnej.
4 stycznia 2021 papież Franciszek mianował go biskupem diecezjalnym diecezji radomskiej. 8 stycznia 2021 kanonicznie objął diecezję, zaś 27 stycznia 2021 odbył ingres do katedry Opieki Najświętszej Maryi Panny w Radomiu.
W ramach prac Konferencji Episkopatu Polski został w 2012 delegatem ds. Powołań, w 2014 delegatem ds. Działalności w Polsce „Kirche in Not”, a w 2016 delegatem ds. Katolickiego Stowarzyszenia Młodzieży i przewodniczącym Rady ds. Duszpasterstwa Młodzieży. W latach 2013–2016 był krajowym asystentem kościelnym Akcji Katolickiej w Polsce. Ponadto wszedł w skład Zespołu ds. Dialogu ze Wspólnotą Kościelną Luterańsko-Augsburską, Zespołu ds. Kontaktów z Polską Radą Ekumeniczną, Krajowej Rady Duszpasterstwa Powołań, Komisji Duchowieństwa, Komisji Wychowania Katolickiego, Komisji Duszpasterstwa i Zespołu Biskupów ds. Duszpasterskiej Troski o Radio Maryja. Został także przewodniczącym Rady Nadzorczej Fundacji „Opoka”. W 2018 wziął udział w sesji Synodu Biskupów o młodzieży.

## Odznaczenia
W 2014 został odznaczony Medalem Komisji Edukacji Narodowej.